# Caetano Rodrigues de Macedo
Nasceu em Coimbra em 31 de janeiro de 1790. Faleceu em Berna (Suíça) em 19 de agosto de 1831. 
Filho de José Rodrigues de Macedo, natural de Campos, concelho de Póvoa de Lanhoso, radicado em Coimbra onde foi negociante e tesoureiro da Ordem Terceira e de Mariana do Nascimento, natural de Barreiros, concelho de Viseu. Foi sobrinho do importante comerciante, banqueiro e contratador João Rodrigues de Macedo, um dos idealisadores da independência do Brasil. 
Um dos irmãos de Caetano Rodrigues de Macedo, José Rodrigues de Macedo e Almeida, casou-se com uma irmã do frei José Liberato Freire de Carvalho, jornalista, intelectual, deputado às Cortes e um dos políticos portugueses mais marcantes do século XIX.  
Caetano Rodrigues de Macedo foi Professor da Faculdade de Filosofia da Universidade de Coimbra, ocupando a cadeira de Zoologia e Mineralogia (1815-1830) tendo assim forte contato com os ideais defendidos e representados entre outros por Manuel Fernandes Thomás, patriarca da liberdade portuguesa e de José Bonifácio de Andrada e Silva, patriarca da Independência brasileira, que igualmente passaram pela Faculdade de Zoologia e Mineralogia da Universidade de Coimbra. Macedo ocupou o cargo de Secretário da Faculdade de Filosofia da Universidade de Coimbra.
Caetano foi deputado pela Beira às Cortes Constituintes de 1821, reeleito em 1828. Apoiou o exército inglês durante o período das invasões. Foi perseguido desde 1829 por liberal; exilado em Inglaterra e depois em França, veio a falecer na Suiça. Os seus trabalhos científicos perderam-se na emigração.